# 下田市立大賀茂小学校
下田市立大賀茂小学校（しもだしりつ おおがもしょうがっこう）は、静岡県下田市にある市立小学校。所在地は下田市大賀茂1429。

## 概要
平地の少ない大賀茂地区にある小学校。
大賀茂川とその支流の流域に住宅が多い。
児童数の減少により、現在は1学年の人数が1桁 - 20人ほどである。

## 学区
大賀茂・吉佐美の一部